# Gà đồi
Gà đồi chỉ loại gà chăn nuôi ở khu vực đồi núi. Chúng được thả rong để kiếm ăn, thường xuyên đi lại, vận động nên thịt săn chắc; do đó loại thịt gà này được ưa chuộng trên thị trường.
Tại Việt Nam, gà đồi chủ yếu là gà ta hoặc gà kiến. Miền bắc là nơi chăn nuôi nhiều gà đồi. Gà đồi Yên Thế và Gà đồi Tây Bắc được biết đến phổ biến. Chế độ ăn uống gà con được kết hợp thêm cám, khi gà lớn thì nông dân chuyển sang nuôi kết hợp bằng ngô và rau. Loại gà này được đánh giá ít bệnh hơn gà nuôi nhốt. Việc chăn nuôi gà đồi quy mô lớn được bắt đầu vào những năm đầu 2010.